# Ulica Bosacka w Krakowie
Ulica Bosacka – ulica w Krakowie znajdująca się na granicy dzielnic I Stare Miasto i II Grzegórzki. Nazwa tej ulicy wywodzi się od folwarku karmelitów bosych, który kiedyś zajmował tereny od okolic dzisiejszego Dworca Głównego aż do rejonu ulicy Dobrego Pasterza. 
Karmelitów sprowadził do Polski z Czech w 1397 roku Władysław Jagiełło. W 1568 roku powstało nowe zgromadzenie o surowszej regule i zakonników obserwujących tę regułę nazywano bosymi, w odróżnieniu od karmelitów według starej reguły, zwanych trzewiczkowymi. Majątki krakowskie karmelitów bosych zostały rozparcelowane przez Austriaków, a tereny częściowo zajął Cmentarz Rakowicki.
Przy ulicy Bosackiej położony jest Dworzec MDA oraz Park Strzelecki.

## Galeria

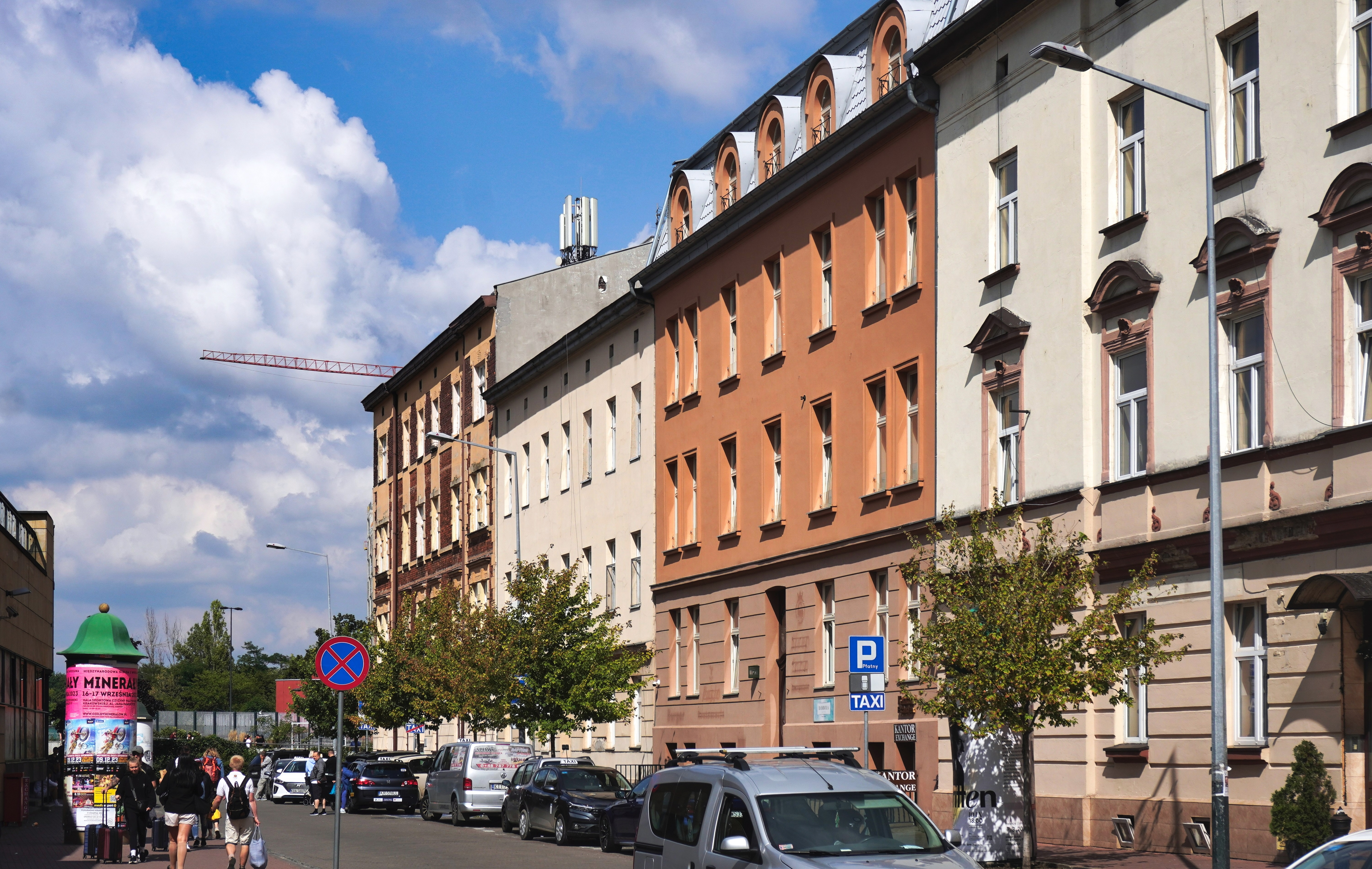
Widok od skrzyżowania z ul. Topolową na północ
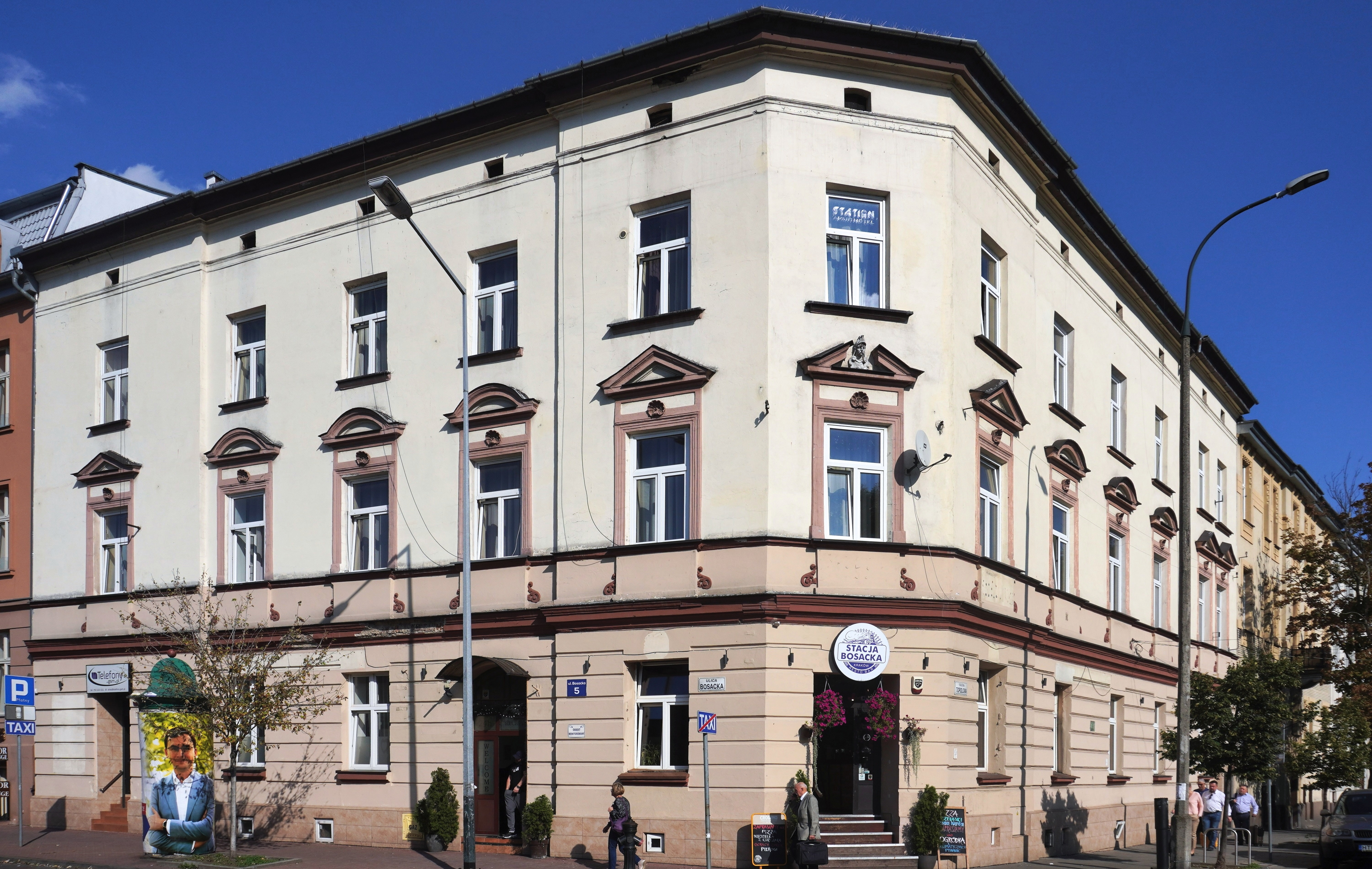
ul. Bosacka 5 (ul. Topolowa 2) Kamienica (proj. Karol Janecki, 1894)
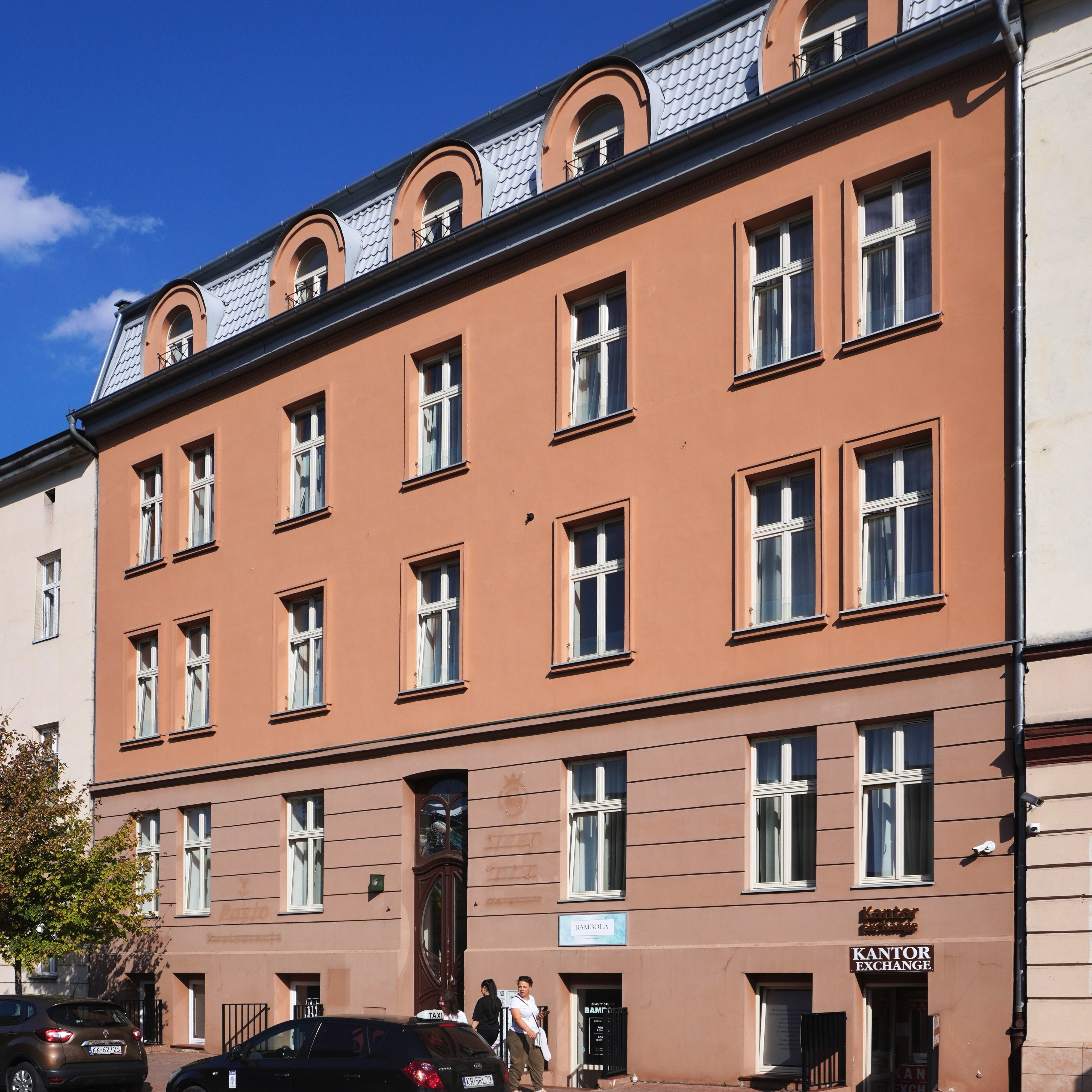
ul. Bosacka 7 Kamienica (proj. Leopold Tlachna, 1909)
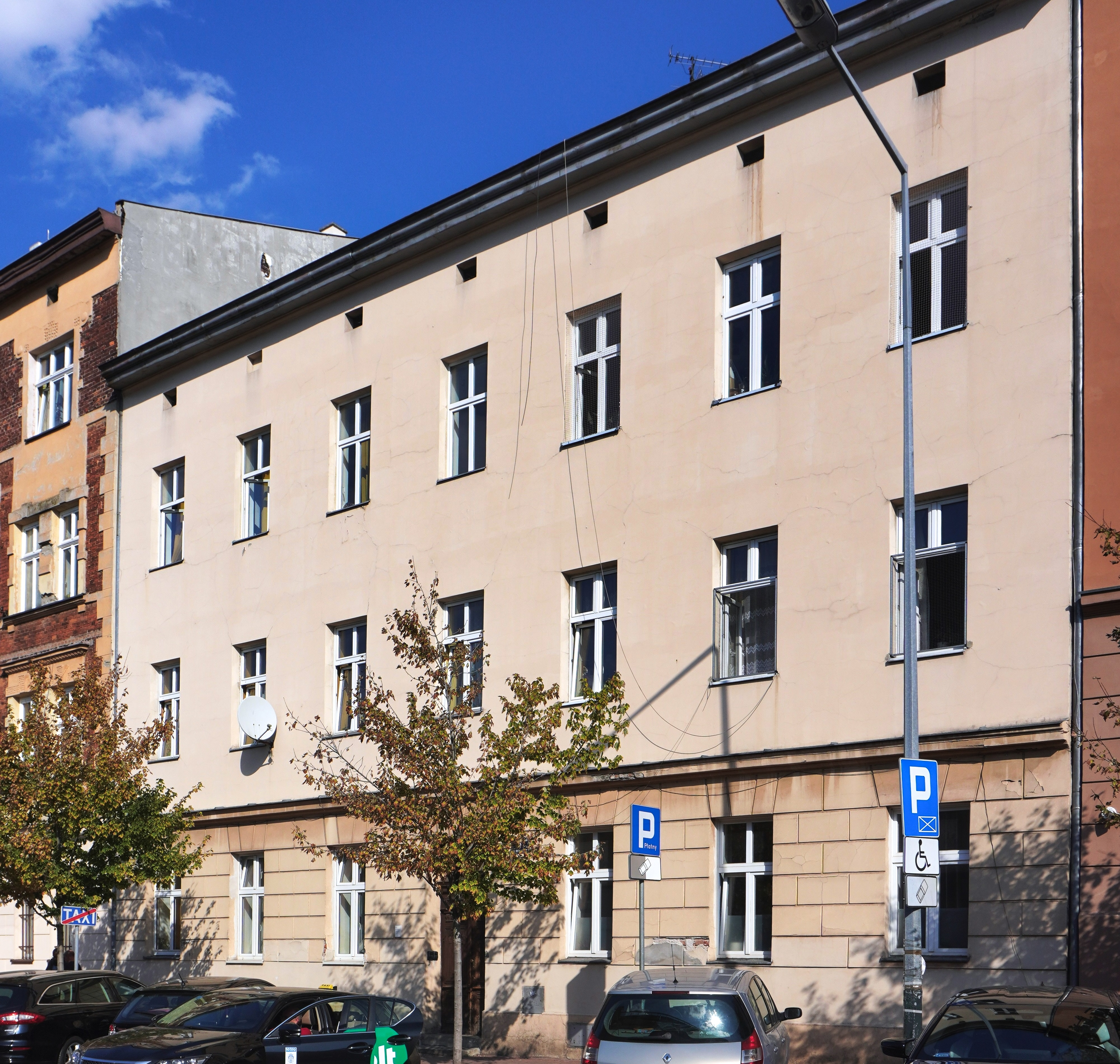
ul. Bosacka 9 Kamienica (proj. Romuald Flasiński, Beniamin Torbe, 1898)